# Carsten Høeg
Carsten Høeg, född 1896, död 1961, var en dansk klassisk filolog.
År 1926 utsågs Høeg till professor vid Köpenhamns universitet. Under andra världskriget höll han en ledande ställning på den danska hemmafronten.
Han skrev bland annat Les Saracatsans (2 band, 1925–1926), om en grekisk nomadstams språk och kultur, och Introduktion til Cicero (1942). Han var dessutom utgivare av Monumenta musicae Byzantinae och redigerade, tillsammans med Hans Ræder, den danska översättningen av Platons verk (10 band, 1932–41).

## Utmärkelser
- Hedersdoktor vid universitetet i Lille,  1960[2]
- Hedersdoktor vid Universitetet i Aberdeen
- Kommendör av Dannebrogorden
- Hedersdoktor vid  Atens universitet
- Hedersdoktor vid Aristotelesuniversitetet i Thessaloniki
- Riddare av Hederslegionen

[Redigera Wikidata]